# Лебанон (Тенеси)
Лебанон (енгл. Lebanon) град је у америчкој савезној држави Тенеси.

## Демографија
По попису из 2010. године број становника је 26.190, што је 5.955 (29,4%) становника више него 2000. године.
| Група             | 2000.          | 2010.          |
| Белци             | 16.553 (81,8%) | 20.520 (78,4%) |
| Афроамериканци    | 2.789 (13,8%)  | 3.138 (12,0%)  |
| Азијати           | 165 (0,8%)     | 340 (1,3%)     |
| Хиспаноамериканци | 457 (2,3%)     | 1.630 (6,2%)   |
| Укупно            | 20.235         | 26.190         |